# Bodensee-Naturmuseum

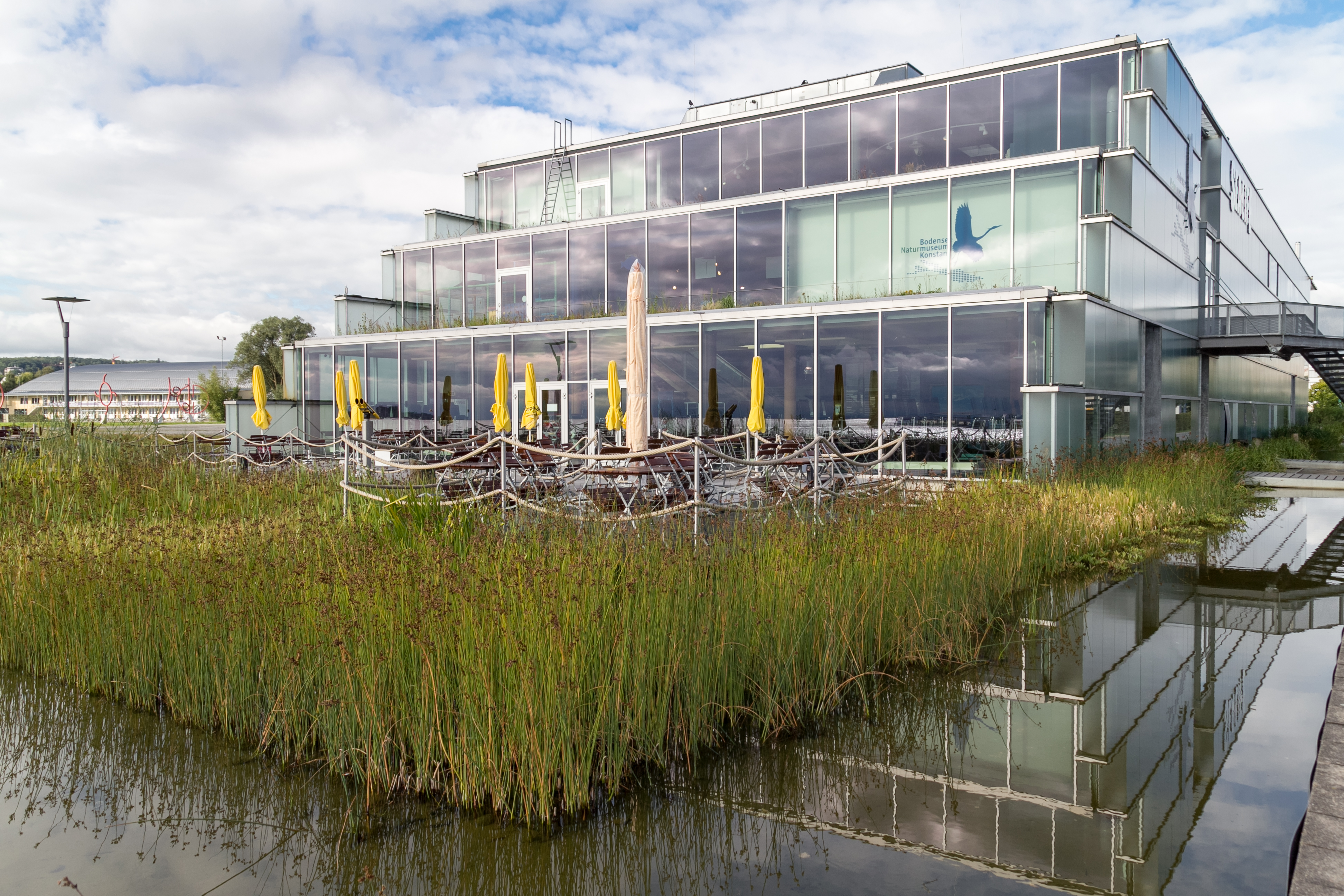
Sea Life Center mit Bodensee-Naturmuseum Konstanz (2011)

Das Bodensee-Naturmuseum ist das naturkundliche Museum der Stadt Konstanz und befindet sich im Gebäude des Sea-Life-Centers nahe der Schweizer Grenze. Im Mittelpunkt der Ausstellungen dieses Museums stehen die erdgeschichtliche Entwicklung und die Natur des Bodensees.

## Geschichte

### Teil des Rosgartenmuseums
1871 eröffnete der Konstanzer Apotheker und Ratsherr Ludwig Leiner (1830–1901) das Rosgartenmuseum im ehemaligen Zunfthaus „Zum Rosengarten“. Das Rosgartenmuseum sollte „Alterthumsgegenstände und Naturalien in hiesiger Stadt“ beherbergen und neben den von Leiner bei Umbau- und Abrissarbeiten freigelegten Funden aus der Vergangenheit der Stadt auch einen Überblick über die lokale Natur geben. Den Grundstock für diese naturwissenschaftliche Sammlung bildete die Sammlungen Ludwig Leiners selbst, der die von seinem Vater Franz Xaver Leiner (1801–1846) ererbte Sammlung von Käfern und Schmetterlingen der Konstanzer Gegend und das Herbar seines Vaters massiv aufstockte und überdies Mineralien und Petrefakten sammelte. Bereits 1868 hatte die Stadt die ornithologische Sammlung des Malers Karl Spackholz für 500 Gulden erworben, die 500 Exemplare von 180 am Bodensee gefundener Vogelarten sowie sämtliche Bodenseefische umfasste. 1873 erwarb Leiner die von Seyfried’sche naturkundliche Sammlung Öhninger Fossilien. Auch die Sammlung Macaire-Zeppelin (Schmetterlinge und Mineralien), die von Caspar Macaire aufgebaut und von seinem Neffen Ferdinand Graf von Zeppelin neu inventarisiert und erweitert wurde, wurde 1872 (Schmetterlinge) bzw. 1874 (Mineralien) dem neu gegründeten Museum zugeführt. 1878 und 1891 schließlich erhielt das Museum die Mineraliensammlungen des Arztes Eduard Rauter und von Nikolaus Vincent.
Bereits 1920/21 wurde aufgrund des zunehmenden Platzmangels im Rosgartenmuseum eine Trennung der kulturhistorischen und der naturkundlichen Sammlung erwogen. Nach dem Zweiten Weltkrieg war die Naturkunde nahezu vollständig magaziniert. Verschiedene Standorte wurden diskutiert (Rheintorturm, Zeppelin-Gewerbeschule, Reichenaustr. Nr. 1, Villa Prym an der Seestraße, das ehemalige AOK-Gebäude in der Brauneggerstraße), scheiterten jedoch an statischen Erwägungen oder dem wachsenden Raumbedarf der Konstanzer Stadtverwaltung.

### Teil des Kulturzentrums am Münster
1967 fasste der Gemeinderat den Beschluss, das Bodensee-Naturmuseum im kurz vorher von der Stadt erworbenen Gebäude Katzgasse 5–7 unterzubringen und somit Teil des geplanten städtischen Kulturzentrums am Münster werden zu lassen. 1996 stand das Museum aufgrund finanzieller Zwänge (und von Sparplänen des damaligen OBs) kurz vor dem Aus, jedoch konnte eine Unterschriftenaktion der Konstanzer Bürger, bei der binnen kurzer Zeit 13.700 Unterschriften zum Erhalt des Museums gesammelt wurden, eine Schließung des Museums abwenden.

### Oberstes Stockwerk des Sea-Life-Centers
1999 wurde der derzeitige Standort bezogen: im Zuge einer Public Private Partnership investierte die Stadt 3,3 Millionen DM (1,69 Mio. Euro), und das Bodensee-Naturmuseum bezog das oberste Stockwerk im neu errichteten Sea-Life-Center in Klein-Venedig.

## Ausstellungen
Die Dauerausstellung umfasst Exponate zu Geologie, Entstehung, Meteorologie und Biologie des Bodensees. Präparate zeigen Tiere und Pflanzen in den verschiedenen Lebensräumen des Bodensees, vom Freiwasser über den Bodensee-Strand bis zum Wald. Ein 2015 neu eingerichteter Computer ermöglicht, detailliertere Informationen zu den einzelnen Exponaten zu erlangen. Das Bodensee-Naturmuseum zeigt jährlich ein bis drei Sonderausstellungen.

## Sammlung
In den Depots des Bodensee-Naturmuseums lagern über 30.000 Objekte: herbarisierte Pflanzen, präparierte Insekten (etwa 18.000) und Wirbeltiere, Fossilien (ca. 5.000) und Mineralien (etwa 2.200), überwiegend aus dem Bodenseeraum.

## Leiner-Herbar
Das Herbarium Ludwig Leiners umfasst rund 16.000 Belege und ermöglicht eine Analyse der Flora Südwestdeutschlands im 19. Jahrhundert. Das Herbar wurde von 2002 bis 2004 auf Initiative der Botanischen Arbeitsgemeinschaft Süddeutschlands restauriert und katalogisiert. Im Zuge der Arbeiten am Leiner-Herbar wurden drei weitere, kleinere Herbarien neu übernommen, sodass das BNM heute über 20.000 Pflanzenbelege verfügt.
Im Zuge der Katalogisierung wurden z. B. 23 Typusbelege der Gattung Hieracium gefunden, darüber hinaus einige Erstnachweise für Baden-Württemberg oder Belege für ein früheres Vorkommen von verwilderten Neophyten als bisher angenommen.

## Angebote
Das Bodensee-Naturmuseum bietet regelmäßig Familien-Nachmittage und Veranstaltungen für Kinder aller Altersstufen an.